# Franz Doppler

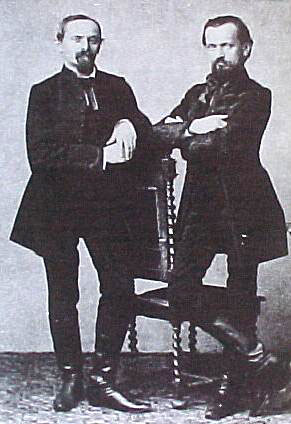
Franz Doppler (links)

Albert Franz Doppler (Hongaars: (Albert) Ferenc Doppler) (Lemberg (nu Lviv geheten (Polen, nu Oekraïne), 16 oktober 1821 – Baden bei Wien, Oostenrijk, 27 juli 1883) was een Oostenrijks-Hongaars fluitvirtuoos, dirigent en componist, die het bekendst is door zijn composities voor fluit. Hij schreef ook een Duitstalige opera, een aantal opera's in het Hongaars en een aantal balletten. Deze stukken waren destijds erg succesvol, maar zijn daarna in de vergetelheid geraakt.  

## Biografie
Van 1828 tot 1831 had Doppler fluitles van zijn vader Joseph Doppler die hoboïst was. Doppler maakte zijn debuut als fluitist toen hij 13 jaar oud was. Hij vormde een fluitduo met zijn 4 jaar jongere broer Karl. Ook Karl was behalve fluitist ook componist, van met name liederen en toneelmuziek. Als duo waren de virtuoze broers erg succesvol. Ze maakte een aantal tournees door Europa. Beiden werden lid van het orkest van het Duitse Theater in 1838 (Franz als eerste fluitist,  op zijn 18e, en daarna ook als assistent dirigent) en vanaf 1841 in het Hongaars Nationaal Theater (Nemzeti Színház) in Boedapest. Hier gingen vijf van Franz' opera's met succes in première.  Franz en Karl waren daarna betrokken bij de oprichting van het Hongaars Philharmonisch Orkest in 1853. 
Hij was daarna eerste fluitist en assistent dirigent, en later chef-dirigent, van het Weens Operaballet van het Hof. Hij was daarnaast docent fluit aan het conservatorium in Wenen van 1864 tot 1867.

## Composities
Doppler componeerde voornamelijk voor zijn eigen instrument, de fluit. Doppler componeerde verschillende werken voor 1 of twee fluiten en piano, fluitconcerten (sommige samen met zijn broer Karl), bewerkingen van Hongaarse melodieën, en verder 15 balletten en 7 opera's. Zijn operastijl is gedeeltelijk terug te vinden in zijn werken voor fluit. Dopplers muziek bevat kenmerken uit de Russische en Hongaarse (volks-)muziek. 

### Opera's
Opera's in het Hongaars:
- Benyovszky vagy A kamcsatkai számuzött (Benyovsky of de verwante uit Kamtsjatka), opera naar August von Kotzebue, 1847
- Ilka és a huszártoborzó (Ilka en de huzarenwerving), komische opera, 1849
- Wanda, opera, 1853
- Két huszár (De beide huzaren), opera, 1853
- Salvator Rosa, melodrama, 1855
- Erzsébet, opera, (alleen ouverture en 1e acte; 2e acte van Ferenc Erkel en 3e acte van Karl Doppler), 1857

Opera in het Duits:
- Judith, opera, 1870

### Orkest
- orkestraties van zes van Franz Liszts Hongaarse Rhapsodieën. Liszt was juist bezig te leren orkestreren in die tijd, en hij hielp Doppler met deze orkestraties.

### Fluit- en andere kamermuziek
- Opus 10, Airs valaques, voor fluit en piano
- Opus 15, Berceuse, voor fluit en piano
- Opus 16, Mazurka de salon, voor fluit en piano
- Opus 17, Nocturne, voor fluit en piano
- Opus 18, Concertparafrase op motieven uit de opera Die Verschworenen van Schubert
- Opus 19, Nocturne voor 2 fluiten, hoorn en piano
- Opus 20, Chanson d'amour, voor fluit en piano
- Opus 21, L'oiseau des bois, voor fluit en 4 hoorns
- Opus 24, Souvenir de Prague (geschreven met Karl Doppler)
- Opus 25, Andante en Rondo, voor 2 fluiten en piano (geschreven met Karl Doppler)
- Opus 26, Fantaisie Pastorale Hongroise voor fluit en orkest of piano
- Opus 33, Valse di bravura, voor 2 fluiten en piano (geschreven met Karl Doppler)
- Opus 34, Souvenir de Rigi, voor fluit, hoorn, klokkenspel en piano
- Opus 35, Fantaisie sur des motifs hongrois, voor 2 fluiten en piano  (geschreven met Karl Doppler)
- Opus 36, Duettino sur des motifs hongrois, voor 2 fluiten en piano
- Opus 37, Duettino on American National Songs, voor fluit, viool en piano
- Opus 38, Rigoletto, fantaisie, voor 2 fluiten en piano  (geschreven met Karl Doppler)
- Opus 41, Fantasie op het lied Mutterseelenallein van Alb. Braun, voor fluit en piano
- Opus 42, Souvenir à Mme Adelinma Patti, parafrase, voor 2 fluiten en piano
- Opus 46, Fantasie op een thema van Beethoven, voor fluit en piano
- Transcripties van sommige van Franz Liszts Hongaarse rhapsodieën voor fluit en piano
- Potpourri: Zampa, voor 2 fluiten
- Potpourri: Le barbier de Sevilla, voor 2 fluiten
- Concert in d mineur, voor 2 fluiten en orkest
- Tarantella, voor piano